# المو ویلیامز
المو ویلیامز (انگلیسی: James Elmo Williams؛ زادهٔ ۳۰ آوریل ۱۹۱۳ – درگذشته ۲۵ نوامبر ۲۰۱۵) کارگردان، تهیه‌کننده و تدوین‌گر اهل ایالات متحده آمریکا بود.
وی برنده جوایزی همچون جایزه اسکار بهترین تدوین فیلم شده است.

## فیلم‌شناسی
- نوکتورن (۱۹۴۶ )
- وایکینگ‌ها (۱۹۵۸)
- ۲۰٬۰۰۰ فرسنگ زیر دریا (۱۹۵۴)
- سانی (۱۹۴۱)
- بادیگارد (۱۹۴۸)
- طرحی برای مرگ (۱۹۴۸)
- کاروان‌ها (۱۹۷۸) تهیه‌کننده